# Stathmostelma rhacodes
Stathmostelma rhacodes är en oleanderväxtart som beskrevs av Karl Moritz Schumann. Stathmostelma rhacodes ingår i släktet Stathmostelma och familjen oleanderväxter. Inga underarter finns listade i Catalogue of Life.